# Chiliadenus glutinosus
Jasonia glutineux, Chiliadenus glutineux
Espèce
Synonymes
- Chiliadenus camphoratus Cass.[2] [1]
- Chiliadenus saxatilis (Lam.) Brullo[2] [1]
- Erigeron glutinosus L.[2] [1]
- Inula saxatilis Lam.[2] [1]
- Jasonia glutinosa var. glutinosa[2]
- Jasonia glutinosa (L.) DC.[2] [1]
- Jasonia saxatilis (Lam.) Guss.[2] [1]

Le Jasonia glutineux (Chiliadenus glutinosus, anciennement Chiliadenus saxatilis ou Jasonia glutinosa) est une espèce de plantes à fleurs de la famille des Astéracées, présente dans l'Ouest méditerranéen.

## Description
C'est une plante vivace aromatique, à rhizome ligneux, d'environ trente centimètres de haut ; elle fleurit en été.
Les feuilles sont sessiles, lancéolées, oblongues, entières.
L'inflorescence est un corymbe de capitules. Les fleurs sont jaunes, tubulées et sans ligule. Les bractées de l'involucre sont linéaires ; les externes sont vertes et glanduleuses tandis que les internes sont scarieuses, plus longues que les internes, et ont l'apex velu.
Les akènes sont jaunâtres, hispides, glanduleux, et surmontés d'une aigrette rose.
Le Jasonia glutineux fleurit en été.

## Distribution et habitat
Chiliadenus glutinosus se trouve en France, dans la péninsule Ibérique et au Maroc.

## Synonymes
- Chiliadenus camphoratus Cass.[2],[1]
- Chiliadenus saxatilis (Lam.) Brullo[2],[1]
- Erigeron glutinosus L.[2],[1] (basionyme)
- Inula saxatilis Lam.[2] [1]
- Jasonia glutinosa var. glutinosa[2]
- Jasonia glutinosa (L.) DC.[2],[1], Prodr., vol. 5, p. 476, 1836
- Jasonia saxatilis (Lam.) Guss.[2],[1][3]

## Utilisation
Les feuilles et les fleurs infusées ont des vertus digestives et sont indiquées en cas de problèmes intestinaux.